# 패리 그립

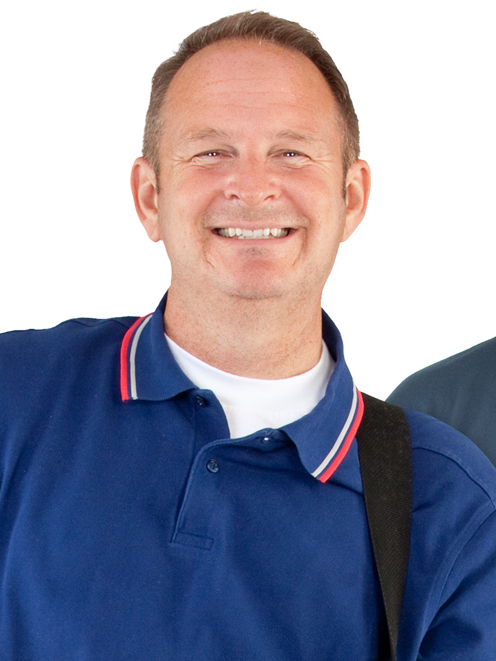
2016년 모습

패리 그립(Parry Gripp, 본명: 패리 P. 그립, Parry P. Gripp, 1967년 9월 22일 ~ )은 미국 음악가이자 싱어송라이터이다. 그는 1994년 결성된 팝 펑크 밴드 Nerf Herder의 리드 보컬리스트이자 기타리스트이다. 그립은 어린이를 위한 노블티 송을 작곡하고 디즈니 TV 쇼에 출연했다.

## 어린시절
패리 P. 그립은 1967년 9월 22일 산타바바라에서 태어났다. 그의 여동생인 앨리스와 그는 그가 자란 산타 바바라 오키드 에스테이트(Santa Barbara Orchid Estate)의 공동 소유주이다. 이 부동산은 1957년 로버트 J. 크리스먼(Robert J. Chrisman)에 의해 설립되었으며, 설립을 도운 그의 아버지 폴 그립(Paul Gripp)이 1967년에 구입했다. 폴 그립은 1986년 은퇴할 때까지 이 부동산을 운영했다. 1994년에 Nerf Herder 밴드는 그립을 리드 싱어이자 기타리스트로 결성했다.

## 음반
- For Those About to Shop, We Salute You (2005)
- Do You Like Waffles? (2008)
- Jingle Burgers – A Parry Gripp Christmas Album (2020)